# 巴采尔
巴采尔（法語：Batsère，法語發音：[batsɛʁ]）是法国上比利牛斯省的一个市镇，属于巴涅尔德比戈尔区。该市镇总面积2.3平方公里，2009年时的人口为47人。

## 人口
巴采尔人口变化图示